# Soldiers of Love (Лајтхаус екс)
 (срп. Војници љубави) сингл је данског бенда Lighthouse X. Представљао је Данску на Пјесми Евровизије 2016. у Стокхолму (Шведска). Текст пјесме написали су чланови бенда, Себастијан Ф. Овенс, Данијел Лунд Јоргенсен и Катрин Клит Андерсен. Дана 8. јануара 2016. Little Jig Records објавио је пјесму и омогућио да се преузме на Ајтјунсу.

## Пјесма Евровизије 2016.
Данска представнике за Евровизију бира на такмичењу Dansk Melodi Grand Prix. Након што је 10. јануара 2016. на Спотифају објављен списак учесника Dansk Melodi Grand Prixa 2016, откривено је да је Lighthouse X један од конкурентних извођача. Бенд је дошао до суперфинала такмичења (поред Симоне Егерис и Ање Нисен) и на крају побиједио са 42% гласова публике. Наступао је у другој половини другог полуфинала на Пјесми Евровизије 2016. у Стокхолму, али се није успио пласирати у финале 14. маја.

## Списак пјесама
| №  | Назив            | Трајање |  |
| 1. | Soldiers of Love | 2:59    |  |

## Љествице

### Седмичне љествице
| Љествица (2016) | Најбољи пласман |
| --------------- | --------------- |
| Данска (Tracklisten)       | 12.             |

## Историја објаве
| Регија        | Датум        | Формат               | Издавачка кућа |
| ------------- | ------------ | -------------------- | -------------- |
| Широм свијета | 14. 2. 2016. | Дигитално преузимање |                |